# Forestocheles
Forestocheles is een geslacht van kreeftachtigen uit de klasse van de Malacostraca (hogere kreeftachtigen).

## Soort
- Forestocheles perplexus (Forest, 1987)